# Цебельдинская культура
Цебельди́нская культура — позднеантичная и раннесредневековая археологическая культура на территории Цебельды (Апсилия).

## История исследований
Скорее всего, первооткрывателем культуры следует считать Ю. Н. Воронова. В Абхазском государственном музее в Сухуме видное место занимают артефакты цебельдинской культуры (более тысячи предметов), в том числе копья, топоры, украшения, стеклянные и глиняные сосуды, которые нашёл, спас от уничтожения и передал в 1959 году в музей цебельдинский школьник, впоследствии видный археолог-кавказовед Ю. Н. Воронов (убит в 1995 году).
Планомерные раскопки памятников цебельдинской культуры Абхазии начались в 1960 году, когда М. М. Трапш начал раскопки некрополя у крепости Шапка.
Первые достаточно полные публикации появились в 1970—1971 годах. Научные работы археологов В. Л. Леквинадзе, М. М. Трапша, Г. К. Шамбы, М. М. Гунбы и Ю. Н. Воронова раскрыли отдельные детали и дали полную картину Цебельдинской культуры (древней Апсилии).

## Происхождение
Занимает примерно ту же территорию, что и более ранняя колхидская культура и с большой вероятностью является её преемником.

## Периодизация
Исходя из обнаруженных артефактов все раскопанные некрополи Цебельдинской культуры были отнесены в основном к одной исторической эпохе, а именно к I—V векам нашей эры.
Однако раскопанное богатое погребение с византийскими монетами Юстиниана I (527—565 гг.) опровергло ранее существовавшие ошибочные датировки. Стало ясно, что цебельдинские могильники перестали функционировать в конце VII — начале VIII вв., то есть вследствие арабского вторжения первой половины VIII века.
Внутри этих хронологических рамок, как уже выясняется, можно выделить 2 этапа.
Первая часть погребений на основании односоставных и двусоставных круглопроволочных фибул колхидско-кобанской формы, мелких стеклянных бусин, римских серебряных монет с изображением императоров Нервы, Трояна, Адриана, Антонина Пия и других предметов можно ограничить временем приблизительно I—III вв. н. э.;
Вторая часть погребений относится приблизительно к IV—V вв. н. э. —наполненые стеклянными сосудами, амфорами, римской серебряной монетой с изображением Юлии Домны, фибулы с крестовидной дужкой, кувшинами яйцевидной и бомбообразной формы с туловом, украшенным крестообразно расположенными под прямым углом врезными кружочками в раннехристианском стиле.
Воронов однозначно определял этническую принадлежность населения, оставившего некрополи Цебельдинской культуры как древнеабхазские племена — апсилов и абазгов.

## Характер погребений
В течение 1960—1962 годов археологи раскопали более 100 погребений, из которых 6 конских. Памятники также датированы началом VI века н. э.
Погребения отнесены к двум различным типам:
 — могильные ямы удлинённой четырёхугольной формы, в которых покойники клались на спине в вытянутом положении, с ориентацией головы на северо-запад и юго-запад;
 — обряд трупосожжения, совершавшегося вместе с предметами украшения за пределами могильников, затем прах покойников помещали в урны (красноглиняные пифосы или кувшины с двумя петлевидными ручками). Урна всегда накрывалась красноглиняной тарелкой или кубкообразной вазой.

## Украшения
Обнаружены три группы ювелирных украшений некрополей Цебельдинской культуры:
 — 1 группа — римские «античные импорты».
 — 2 группа — раннее проявление стиля клуазонне, на фибулах, пряжках, серёжках (типа Уреки).
 — 3 группа — местное производство, причём последнее в общем количестве составляет подавляющее большинство.
Инкрустированные фибулы Цебельдинской культуры и Аланские древности, скорее всего имеют разное происхождение: северо-кавказские — от шарнирных римско-византийских, а цебельдинские от античных лучковых. То есть ставится вопрос об отсутствии генетических и хронологических связей двух групп северо-кавказских фибул.
Некрополи Цебельдинской культуры содержат множество изделий стиля «клуазонэ», на которые ранее мало обращали внимание, хотя здесь они удачно вплетены в структуру некрополей оседлого населения.
Ю. Н. Воронов в 1969 году установил, что Шапкинский могильник занимал площадь 2,5 × 1,5 км, тогда как поселение перед Шапкинской крепостью — только 270 × 70 м. Целая сеть поселений и крепостей были расположены так, что из каждой крепости можно было видеть несколько соседних. Поселения были расположены на террасах. Местоположение древних дорог, которые вели от ворот одной крепости к другой, уходили к семейным участкам древних могильников и сливались в единую трассу, протянувшуюся от Себастополиса (Сухум) к Клухорскому перевалу.
В СССР Ю. Н. Воронов оказался первым учёным, который исследовал даже дороги. Описывая родники около поселений, он сообщает не только о черепках апсилийских кувшинов, найденных около ведущих к родникам тропинок, а описывает путь к воде от поселений, рассказывает об устройстве цистерн.
Ю. Н. Воронов анализировал топографию Пскальской крепости и пришёл к выводу о её соответствии описанию древнего Тцахара (возможно, соответствует сообщениям византийцев VI в.).
Впервые найденные Ю. Н. Вороновым в Абхазии апсилийские погребения II—III вв. подтвердили предположение Н. В. Хоштария о принадлежности апсилам могильников типа Чхороцку.
Воронов охарактеризовал культуру предшествовавших апсилам кораксов и связи ряда черт цебельдинской культуры с более ранними находками в Северной и Центральной Колхиде, а также аргументировано поместил Мисимийцев в долине Кодора, сумел доказать, что общество апсилов имело специализированно-военный характер, было тесно связано с Римом и Византией.
Воронов выявил сосредоточение крепостей вокруг транскавказского пути, различие в устройстве их стен по мере удаления к периферии Апсилии. В женских могилах военного поселения на горе Шапка, по сравнению с другими могильниками больше украшений, зато нет мотыг и зернотёрок. Он установил, что общественный строй апсилов соответствовал военной демократии.
Цебельдинская культура — уникальный по полноте источник для изучения оружия, военных обычаев, украшений и стеклянной посуды эпохи «великого переселения народов» на территории СССР, Средней и Южной Европы (в других регионах изучение этой эпохи затруднено частыми передвижениями народов).

## Оружие
В раскопках присутствует большое количество оружия: двулезвийные мечи, однолезвийные мечи, множество кинжалов, своеобразных топоров, разнотипных втульчатых наконечников, копий и черешковых наконечников стрел и умбонов от щитов.
Характерными только для культуры цебельдинской являются топоры местного производства с довольно длинной трубчатой проушиной, со свисающей бородкой. Самые ранние из них в Абхазии датируются I веком н. э., последние — XIX в. Такое количество оружия в Цебельде указывает на воинственный характер древнего населения Абхазии, которое в III—V  DTGR````
вв. н. э. вело постоянную борьбу с римскими и другими захватчиками.

## Монеты
За время раскопок учёными обнаружены три монеты — серебряные, римские, провинциальные, каппадокийского происхождения:
 — дидрахма императора Адриана (121—122 гг.).
 — дидрахма императора Антонина Пия (138—161 гг.);
 — монета, выпущенная предположительно при императоре Августе или Адриане.

## Особенности[1]
По результатам анализа артефактов Воронов сделал вывод, что Цебельдинская культура имеет свои особенности: 
— своеобразие керамической посуды (а именно: кувшины с яйцевидной и бомбообразной формы туловом, с чашечкообразным венчиком с характерным орнаментом, состоящим преимущественно из врезных крестообразно расположенных под прямым углом кружочков и рельефных очкообразных изображений).
— специфика кувшинов — чашечкообразное оформление венчиков на горловинах вышерассмотренных амфор, что ранее нигде не встречалось вообще.
— своеобразные железные топоры с довольно длинной трубчатой проушиной, с лезвием в виде свисающей широкой бородки.
— серебряные круглопроволочные серёжки с петлёй и крючковидной застежкой на концах, украшенные разноцветными сердоликами.
Воронов однозначно указывал этническую принадлежность населения, оставившего памятники цебельдинской культуры как древнеабхазские племена — апсилов и абазгов.